# Mölnbacka skogsäpple
Mölnbacka skogsäpple är ett vinteräpple som spritts i trakterna av Mölnbacka. Äppelsorten har sitt namn efter Mölnbacka bruk, Värmland, där äpplet, känt, först odlades. Äpplet är beskrivet från början av 1900-talet och härstammar från mitten av 1800-talet då en skogsförvaltare fann ett träd växande i en hagmark i Mölnbacka. Han flyttade in trädet i sin trädgård och skickade sedan frukter till pomologen Eneroth som bedömde sorten som odlingsvärd.
Äpplet som är medelstort har ett mestadels rödaktigt skal. Äpplet blir kraftigt blodrött på solsidan medan skuggsidan kan vara gröngul. Frukten är toppig och ofta sned med fet hud. Köttet är fast. Smaken är sötsyrlig med relativt god sötma och arom. Mölnbacka skogsäpple mognar omkring oktober eller november, och håller sig därefter vid god förvaring, till omkring, mars. Äpplet passar som ätäpple såväl som i köket. I Sverige odlas Mölnbacka skogsäpple gynnsammast i zon 1-3.